# 征東等処行中書省
征東等処行中書省（せいとうとうしょ-こうちゅうしょしょう、征東行省ともいう）は、元王朝が高麗を従属させた後に、政治と軍事を統括するために設置した機関で、行中書省の一つ。日本攻略の前線機構とされたことから日本行省または征日本行省とも称される。1次2次の征東行省では次官の行省左丞相に高麗王が就き税賦も行省内で運用された。1290年前後に行省が常設組織へ変わると、税賦を中央に納め他の行中書省と同じく高麗地区の行政と統治を担うこととなった。高麗は第23代高宗の1258年に元の属国となり、その後、元の支配が更に強まり元朝の領土となった。恭愍王時代の1356年に元の衰退とともにその支配を脱して高麗国が再興されたが、その間の時代は征東等処行中書省が置かれ、3代の高麗王が元朝の行政官によって廃位させられている。

## 沿革
1280年に日本に対する侵攻（元寇）目的で設置された征東等処行中書省は、属国の高麗と直轄領の遼東を管轄し、侵攻の準備と徴発を担当した。翌1281年の侵攻（弘安の役）で日本に敗戦すると征東等処行中書省は解散されるが、クビライの再遠征計画に従って1287年に再設置され、元の高官が長官の右丞相、高麗王が次官の左丞相に任命される。その後、3度目となる日本への侵攻はついに行われなかったが、征東等処行中書省は常設組織となり、高麗地区を直接統治する機関となった。また、征東等処行中書省の長官には、高麗国王が任命されるのが例となった。

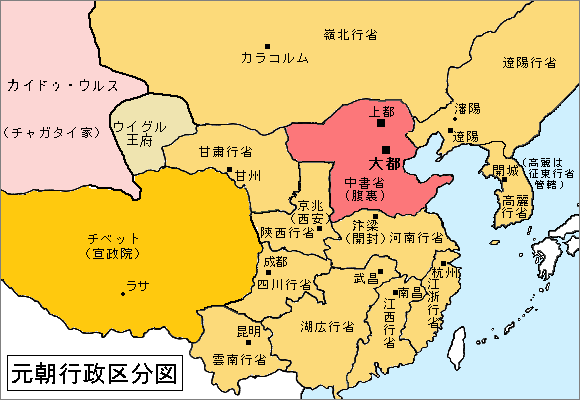
元の行政区分